# 蔡佩軒
蔡佩軒（英語：Ariel Tsai，1995年1月23日—），臺灣網路紅人、創作女歌手，不列顛哥倫比亞大學藥學系畢業，以翻唱數首當紅歌曲爆紅。爆紅之後，2018年便舉辦售票演唱會，2020年2月正式加入台灣索尼音樂，之後在同年8月由索尼音樂為其發行個人第一張音樂專輯。

## 音樂發展
蔡佩軒從小隨家人移居加拿大溫哥華，3歲時能哼唱出自己的旋律，5歲時在賣場裡看到鋼琴時，便開始學習古典音樂，她在國小六年級時開始創作，14歲時寫出第一首創作曲《每一次想你》，大學就讀加拿大不列顛哥倫比亞大學藥學系，雖然畢業後取得藥師執照，但仍選擇放棄年薪200萬新臺幣的工作，返回臺灣投入音樂事業。

## 事業
蔡佩軒2016年在加拿大就讀大學期間開始在臉書直播自己自彈自唱，定期將自己翻唱的歌曲上傳至YouTube，在2017年上半年爆紅，當年6月Youtube频道就已經有14萬粉丝，臉書粉丝更高達33萬，當時她仍在學，即便有時差問題，一週仍直播三次，最多超過兩萬人同時觀看。同年8月蔡佩軒利用大學暑假期間回台，在台北西門河岸留言舉辦了兩場見面演唱會，門票於5月開賣，因粉絲搶購熱烈秒殺完售，隨後並限量加售。
2018年大學畢業後，蔡佩軒決定棄醫勇闖音樂夢，於同年7月回台專心衝刺音樂演藝事業。2018年8月她在華山Legacy舉辦個人首場千人售票演唱會，演唱會名稱取自她大學畢業前發行的個人單曲《青春有你》，該首單曲吸引了理科太太翻唱，演唱會的一千張門票瞬間秒殺；到了2019年時社群上已有超過100萬人關注，當年上半年共接獲近百個廠商的邀約，她的人氣不斷攀升，不但獲邀為2019年指標性音樂會春吶表演嘉賓，入選台灣100大最具影響力網路名人，並與玖壹壹、周興哲及蔡依林並列2019年台灣百大YouTube頻道中僅有的四位音樂人。
2019年蔡佩軒在YouTube影片總點閱次數已經破億，因此許多唱片公司都有合作意願，原本預定當年底發行首張專輯，但因從加拿大回台灣後對氣候不適應，花時間調理，加上原本錄好的歌曲也因故停擺無法發行，使其專輯進度延宕；在眾多唱片公司的意願下，她在2020年2月選擇加盟索尼音樂，同年5月釋放單曲《記得捨不得》成為連續劇《浪漫輸給你》的片頭曲，並為連續劇《若是一個人》創作及獻唱主題曲《愛到明仔載》；緊接著在同年8月27日推出個人首張專輯《ARIEL》，並在當日晚上再次於華山Legacy舉辦讚聲千人售票演唱會。隨後並於年底受邀在花蓮跨年表演。
2025年1月，蔡佩軒YouTube頻道正式突破2億觀看。

## 事件
在2018年3月作曲人黃宇哲以報酬分配糾紛為由，檢舉蔡佩軒翻唱的歌曲，導致蔡佩軒的YouTube頻道裡十八首歌合計約4000萬點閱率的影片被下架，隨後超人氣娛樂公司表示，經溝通後雙方很快化解歧見並達成共識，歌曲也全部恢復上架。

## 代言
2019年6月Roland宣佈由蔡佩軒代言Roland電鋼琴，並擔任Roland 2019年品牌大使。2020年10月蔡佩軒首度代言手遊遊戲《完美世界 M》，成為該款手遊繼天后張惠妹與饒舌天團「頑童 MJ116」後的全新代言人，並重新改編蔡佩軒的人氣歌曲「記得捨不得 - 勇敢愛」為遊戲主題曲。
2024年1月蔡佩軒代言《出發吧麥芬》，並推出遊戲主題曲〈麥芬冒險指南〉。

## 國中教科書
蔡佩軒於2018年5月大學畢業前發表了創作單曲《青春有你》，描述莘莘學子即將邁向人生下個階段的興奮和面對離別的不捨，自發表後就成為各校採用的熱門畢業歌，並自2020年開始同時跟周杰倫和盧廣仲的歌曲被編進國中一年級教科書，做為音樂教材。

## 音樂作品

### 音樂專輯
| 專輯資料                                                                                    | 曲目 |
| ------------------------------------------------------------------------------------------- | --- |
| 同名專輯《ARIEL》 - 發行日期：2020年8月 - 語言：國語、英語、閩南語 - 唱片公司：台灣索尼音樂 | 歌曲 1. 不愛自己的人 2. 記得捨不得 3. 回不去的海 4. Shot 一杯 5. CHEERIO 6. CUPID 7. 對愛入座 8. 我不是你的快樂 9. 愛到明仔載 10. 我就是喜歡我這樣 |

專輯成績：iTunes專輯數位發行排行榜第一名、博客來實體專輯排行榜第二名

### 單曲
- 《為了等候你》 - 2018年3月發行
- 《青春有你》- 2018年5月大學畢業前創作的畢業歌，歌曲被編入國民中學藝術教科書，2021年5月畢業季前夕重新編曲錄製成《青春有你2021》上架發行[32][33]。
- 《禮物》- 2018年9月發行。
- 《每一次想你》- 2018年11月發行，14歲時寫出的第一首創作曲。
- 《星宿》- 2019年2月發行。
- 《錯過》- 2019年3月發行。
- 《心跳》- 2019年4月發行，公共電視電視劇《生死接線員》片尾曲。
- 《清醒》- 2019年7月發行，戲劇《淺情人不知》片尾曲。
- 《跳舞到天明》- 2019年9月發行，與美國YouTube千萬訂閱音樂人合作。
- 《急不來的，就讓它慢吧》- 2021年5月YouTube『好家在我在家』活動單曲[34]。
- 《青春有你2021》-2021年5月11日發行。重製2018年5月大學畢業前創作的畢業歌，歌曲被編入國民中學藝術教科書，於畢業季前夕重新編曲錄上架發行。成為許多學校的畢業歌曲。
- 《MY ALL IN ALL》
- 《26》-2021年12月7日發行。
- 《是你給我整片星空》- 2022年8月發行。作為《星空系列 EP Ariel's STARRY NIGHT EP》第一個願望。
- 《想著你想著你》-2022年9月13日發行。作為《門當互懟愛上你》插曲。作為《星空系列 EP Ariel's STARRY NIGHT EP》第二個願望。
- 《聽不見的愛情》-2022年10月7日發行。作為《星空系列 EP Ariel's STARRY NIGHT EP》第三個願望。
- 《只想有人懂》- 2022年11月11日發行。作為《星空系列 EP Ariel's STARRY NIGHT EP》第四個願望。
- 《第一千零一顆星》-2022年12月2日發行。作為《星空系列 EP Ariel's STARRY NIGHT EP》第五個願望。
- 《shit happens》-2023年3月10日發行。作為《勇氣三部曲》的前導曲。
- 《明明才星期一我已經想放假了》-2023年4月28日發行。與AI共同創作。
- 《雨季》-2023年6月9日發行。作為《勇氣三部曲》的第一部。
- 《如果有一天再見》-2023年10月13日發行。
- 《勇氣》-2024年7月26日發行。作為《勇氣三部曲》的第二部。
- 《藍色太陽》-2025年1月17日發行，與衛福部合作，作為微電影《裂縫陽光》主題曲，於16日數位上線，17日在 YouTube進行MV首播。
- 《卡農 in Love》-2025年2月14日發行。
- 《Canon in Love》-2025年3月20日發行。
- 《月光下的人》-2025年5月30日發行。作為《勇氣三部曲》的第三部。

## Podcast
蔡佩軒於2021年5月正式推出Podcast節目《Ariel悄悄對你說 / Ariel's Whisper》，節目以中、英雙語版本錄製同步曝光，在每集節目中和粉絲暢聊人生中遇到的不同情緒問題，最後則透過自彈自唱，以歌聲做為療癒處方箋，為節目畫下句點。
蔡佩軒於2024年2月，自創vlogcast，結合Vlog和Podcast（生活片段+音檔），在YouTube上架。

## 出版作品
- 《做好自己喜歡的事，就會閃閃發光：創作美聲蔡佩軒Ariel的3步驟夢想實踐清單》，2021年，境好出版，ISBN 9789860640410

## 外部連結
- 蔡佩軒 Ariel Tsai的Facebook專頁
- YouTube上的蔡佩軒 Ariel Tsai頻道
- 蔡佩軒的Instagram帳戶
- Ariel蔡佩轩的新浪微博